# Krokugtjärnen (Äppelbo socken, Dalarna)
Krokugtjärnen är en sjö i Vansbro kommun i Dalarna och ingår i Dalälvens huvudavrinningsområde.